# Club Deportivo Real Mamoré
Il Club Deportivo Real Mamoré è una società calcistica boliviana di Trinidad, fondata il 1 gennaio 2006.

## Storia
Il Real Mamoré è il risultato della fusione tra Municipal Trinidad e Real Mamoré: la squadra aveva l'obiettivo di partecipare alla prima divisione dell'Asociación de Fútbol Beni, la federazione del Dipartimento di Beni, ove avevano sede entrambe le società. Il primo presidente della neonata squadra fu Alfonso Gorayeb; il club ottenne la qualificazione alla Copa Simón Bolívar, e vinse il torneo nel medesimo anno, superando la concorrenza di Guabirá e Ciclón. Debuttò quindi nella massima serie nazionale nel 2007. La prima stagione in LFPB vide il Real Mamoré piazzarsi all'ultimo posto nel torneo di Apertura, registrando la peggior difesa con 55 reti subite. Grazie al 3º posto nel proprio girone ottenuto nel torneo di Clausura, però, la squadra riuscì a salvarsi dalla retrocessione. L'argentino Juan Maraude fu il miglior marcatore del Clausura con 16 reti. Nel 2008 dovette disputare lo spareggio retrocessione con il Primero de Mayo, formazione di Potosí: grazie alla doppia vittoria per 2-1, il Real Mamoré conservò il proprio posto in massima serie. Nel 2009 chiuse all'ultima posizione nell'Apertura, mentre ottenne il 4º posto nel proprio girone durante il Clausura. Nel 2010 disputò il girone dei perdenti, giacché aveva raggiunto il sesto e ultimo posto nel gruppo B dell'Apertura. Durante l'Adecuación 2011 finì al penultimo posto. È la società del dipartimento di Beni con il maggior numero di stagioni in LFPB.

## Palmarès

### Competizioni nazionali
- Campionato di Beni: 1

2006
- Copa Simón Bolívar: 1

2006